# أهل الشام
كانت أهل الشام الهيكل القيادي المشترك والتنظيم الشامل لأربعة فصائل معارضة سورية رئيسية تعمل في حلب بسوريا. والفصائل هي:
- أكبر جماعة متمردة في سوريا، الجبهة الإسلامية
- جبهة النصرة التابعة للقاعدة
- الجماعة الجهادية الأجنبية الناطقة بالروسية، جيش المهاجرين والأنصار
- والتحالف المناهض لداعش، جيش المجاهدين.[4]

أجرت الجماعة محادثات مع وحدات حماية الشعب و‌جبهة الأكراد؛ وقد اتفقوا على هدنة من أجل التركيز على محاربة حكومة الأسد.
تعتبر الولايات المتحدة أن الجماعات المعنية بالهيكل مختلفة؛ بينما صنفت الولايات المتحدة جبهة النصرة وجيش المهاجرين والأنصار كمنظمين إرهابيتين. وعلى النقيض من ذلك تعتبر الولايات المتحدة الجبهة الإسلامية قوة مقاتلة «معتدلة» ويتم فحص جيش المجاهدين من قبلها ليتلقى الدعم.
في أواخر أكتوبر 2014، بدأت جبهة النصرة تهاجم المدن التي بحوزة الجيش السوري الحر وغيره من الجماعات الإسلامية المعتدلة، في محاولة لإقامة دولتها الإسلامية بحكم الشريعة التي فرضتها.
في ديسمبر 2014، أنشئ ائتلاف الجبهة الشامية، ربما ليحل محل أهل الشام. يشمل الجبهة الإسلامية وجيش المجاهدين ولكنه يستثني النصرة وجيش المهاجرين والأنصار. وقد أنشئت غرفة عمليات تحرير حلب في فبراير 2015؛ وتشمل جيش المجاهدين والأنصار كجزء من جبهة أنصار الدين.